# Tritropidia alticollum
Tritropidia alticollum är en insektsart som beskrevs av Olivier. Tritropidia alticollum ingår i släktet Tritropidia och familjen hornstritar. Inga underarter finns listade i Catalogue of Life.